# Iphigeneia in Aulis
Ifigeneia in Aulis (Oudgrieks: Ἰφιγένεια ἡ ἐν Αὐλίδι; Latijn: Iphigenia Aulidensis) is een tragedie van de Griekse toneeldichter Euripides. Het werk over het mensenoffer van Ifigenia werd vlak voor zijn dood in 406 v.Chr. te Pella geschreven, als  eerste deel van een trilogie waartoe ook Alkmaion in Korinthe (niet overgeleverd) en Bakchai behoorden. De auteur heeft het stuk blijkbaar niet helemaal kunnen afwerken. Het is voor opvoering gereedgemaakt door zijn zoon of neef Euripides de Jongere, die wellicht ook de slotakte heeft toegevoegd. Tijdens de postume opvoering op de stedelijke Dionysia van 405 v.Chr. behaalde de trilogie de eerste prijs.

## Synopsis
Euripides haakt in op het moment in de Trojaanse Oorlog dat het Griekse leger gemobiliseerd is en onder aanvoering van Agamemnon in Aulis ligt om over te steken naar Troje. Agamemnon heeft van de ziener Kalchas vernomen dat het uitblijven van een gunstige vaarwind te wijten is aan de godin Artemis en volgens diens orakel zal de Griekse vloot alleen kunnen uitvaren als hij zijn dochter Ifigeneia offert. Hij lokt zijn dochter naar Aulis onder het voorwendsel van een huwelijk met Achilles, maar hij krijgt spijt en stuurt haar een tegenbrief. Die wordt echter onderschept door zijn broer Menelaos, voor wie ze niet rap genoeg naar Troje kunnen om zijn geschaakte vrouw Helena te halen. Het komt tot een ruzie tussen de twee Atreïden, maar als Menelaos ziet hoe zwaar Agamemnon het offer van zijn dochter valt, wil hij niet dat het nog doorgaat. Nu is het Agamemnon die zegt dat hij geen andere uitweg heeft vanwege de druk van het hele Griekse leger. 
Wanneer de broers zo van overtuiging lijken te zijn gewisseld, verschijnt koningin Klytaimestra met haar dochter Ifigeneia in de verwachting van een bruiloft. Aangesproken door Klytaimestra, blijkt Achilles helemaal niet op de hoogte dat hij de bruidegom zou zijn. De oude man klaart het misverstand op en vertelt hen dat de trouw een list was om Ifigeneia te naar het offeraltaar te lokken. Achilles voelt zich misbruikt en wil haar met de wapens beschermen, maar het leger wil dat ze geslacht wordt en staat hem naar het leven, zelfs zijn trouwe Myrmidonen. Achilles biedt aan om het met enkele getrouwen op te nemen tegen duizenden Grieken onder aanvoering van Odysseus, maar Ifigeneia wil er niet van weten. Ondanks haar levenslust heeft ze zich bij het noodlot neergelegd, tot ontzetting van haar moeder. Als haar dood de enige manier is om Troje te kunnen verwoesten en ervoor te zorgen dat de barbaren geen Griekse vrouwen meer roven, dan is ze ertoe bereid. Ze vraagt Klytaimestra om Agamemnon niet te haten en laat zich wegleiden naar het altaar. In de slotakte komt een bode Klytaimestra vertellen hoe Ifigeneia door een wonder van Artemis is gered: toen de priester had toegestoken, was Ifigeneia verdwenen en lag er een bloedende hinde in de plaats. Niemand had het zien gebeuren, maar men nam aan dat Ifigeneia naar de hemel was gevlogen en bij de goden woonde.

## Uitgave
- D. Kovacs, Euripides vol. VI: Bacchae – Iphigenia at Aulis – Rhesus, Cambridge Mass./London 2002. ISBN 0674996011 (Grieks en Engels)

## Nederlandse vertalingen
- 1912 – Iphigeneia in Aulis – Reimond Kimpe
- 1950 – Iphigeneia in Aulis – J. Humblé
- 1959 – Iphigeneia in Aulis – Evert Straat
- 1991 – Iphigeneia in Aulis – Michel Buijs
- 1998 – Ifigeneia in Aulis – Herman Altena
- 1999 – Ifigeneia in Aulis – Gerard Koolschijn
- 2003 – Iphigenia in Aulis – Willy Courteaux en Bart Claes

## Latijnse vertaling
- Erasmus, Euripides: Hecuba / Iphigenia in Aulide, Parijs 1506. (Latijn)

## Bewerkingen
- 1718 – Ifigenia in Aulide –  Apostolo Zeno, operalibretto
- 1774 – Iphigénie en Aulide – opera van Willibald Gluck
- 1977 – Ifigeneia – filmadaptatie door Mihalis Kakogiannis
- 2003 – The Songs of the Kings door Barry Unsworth, bron voor roman

## Voetnoten
1. ↑  Gerard Koolschijn, Aischylos, Sofokles, Euripides. Eén familie, acht tragedies, 1999, p. 18 en 560 n. 96